# Saint-Martin-Vésubie
Saint-Martin-Vésubie é uma comuna francesa na região administrativa da Provença-Alpes-Costa Azul, no departamento Alpes Marítimos. Estende-se por uma área de 97,13 km², com 1 300 habitantes, segundo os censos de 2004, com uma densidade de 13 hab/km².